# Hormospira
Hormospira is een geslacht van weekdieren uit de klasse van de Gastropoda (slakken).

## Soort
- Hormospira maculosa (Sowerby I, 1834)